# 袁躍
袁跃，字景腾，陈郡阳夏县（今河南省太康县）人，南北朝北魏官员、文人，袁宣之子。
袁跃学识渊博且才华出众，性格沉稳平和，在交友方面十分真诚笃厚。他的兄长袁翻评价他是家族的千里马。袁跃最初担任司空行参军，后转任尚书都兵郎中，还被加授员外散騎常侍之职。在商议建立明堂时，袁跃上奏陈述自己的见解，当时的人们都赞叹他见识广博。正光年间，柔然的阿那瓌战败后前来北魏朝见，北魏支持他回国，但阿那瓌向北魏进献贡品时的言辞极为无礼。袁跃作为朝臣给阿那瓌送去书信，向他阐明利害关系，这封书信的文辞优美，因而广为人知。后来，袁跃在清河王元怿手下负责文学事务，凭借出众的文才受到元怿的宠爱。元怿的很多上表文书都是由袁跃执笔撰写的。袁跃去世后，被追赠冠军将军、吏部郎中。他所创作的文集在当时流传于世。袁跃没有子嗣，由兄长袁翻的儿子袁聿修过继为后。袁聿修七岁时父亲去世，九岁时被征召为青州主簿。他性格沉稳，有识别人才的眼光，欲望很少，不与人争利，深受伯母的丈夫崔休的赞赏。十八岁时，袁聿修担任青州中正，还兼任尚书度支郎中。北齐建立后，他被任命为太子庶子，同时以本官身份代理博陵郡太守。